# Tipula masai
Tipula masai är en tvåvingeart som beskrevs av Alexander 1920. Tipula masai ingår i släktet Tipula och familjen storharkrankar.
Artens utbredningsområde är Kenya. Inga underarter finns listade i Catalogue of Life.